# Sydneys pendeltåg

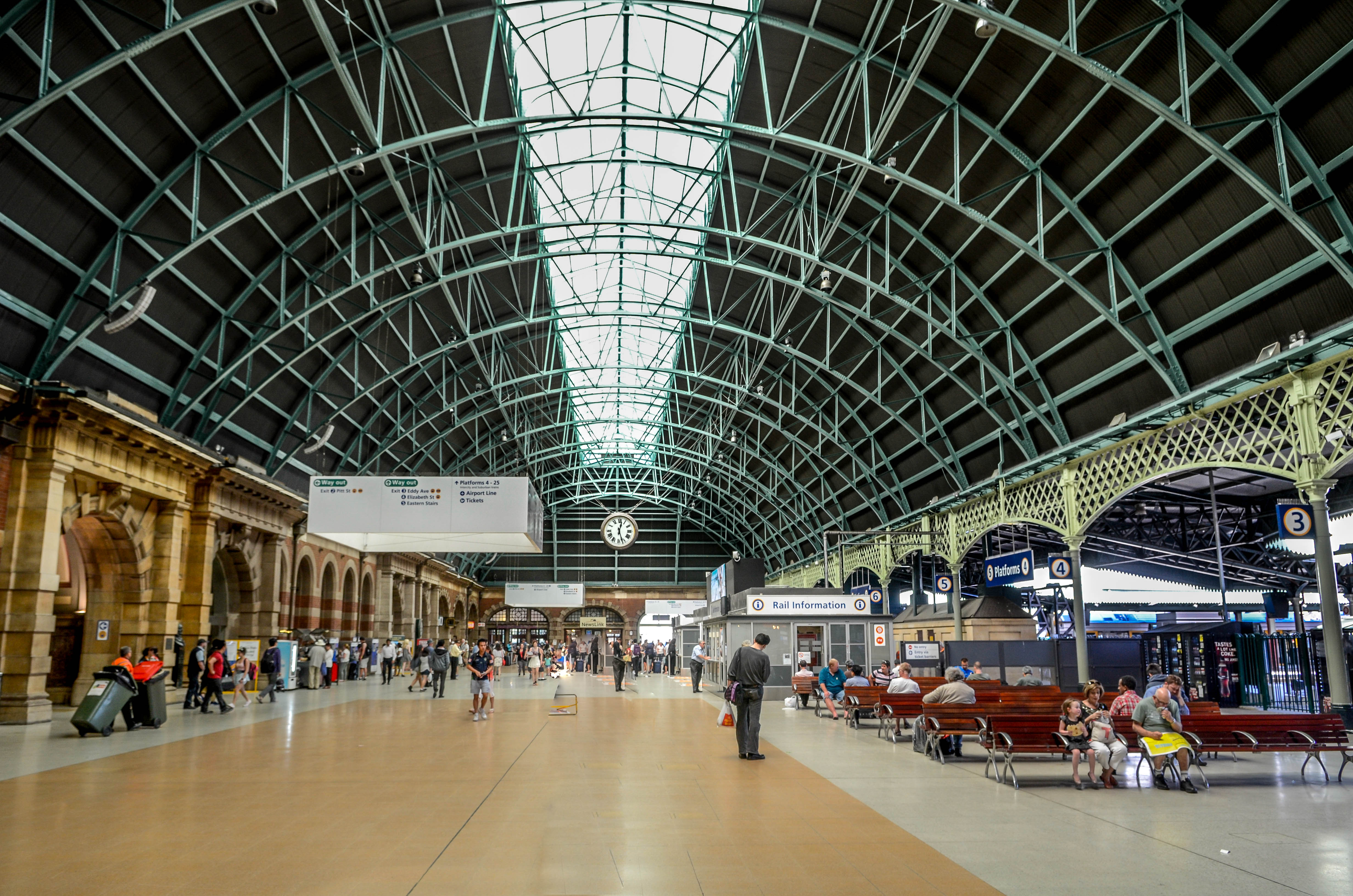
Sydneys centralstation.

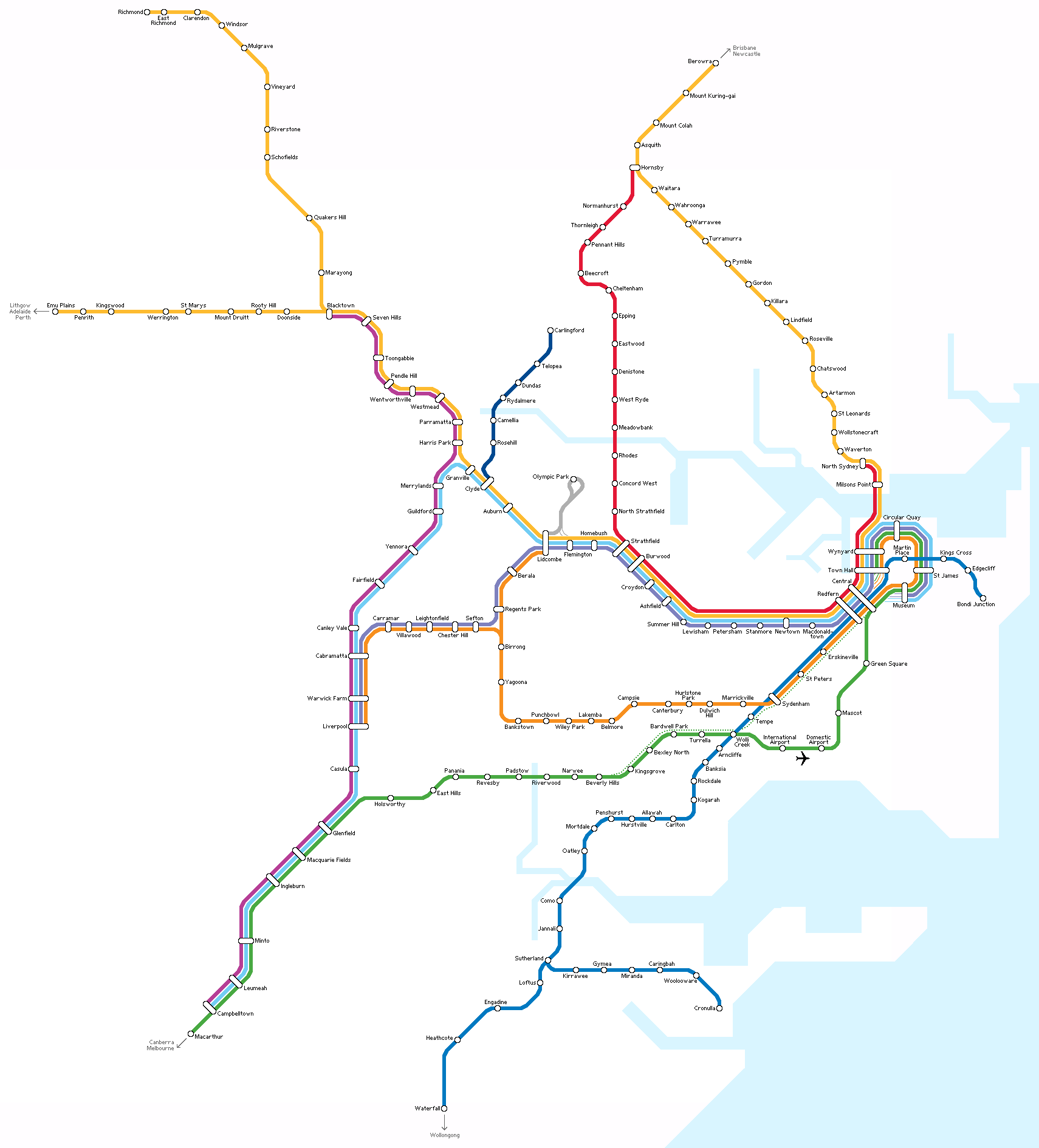
Pendeltågsnätet. Kartan är från 2006.

Sydneys pendeltåg finns i den australiska delstaten New South Wales och körs av  Sydney Trains. År 2005 var ungefär 5 procent av alla vardagsresor i Sydneyområdet på järnvägsnätet (medan 69 procent av alla vardagsresor var i privata bilar).
Tre av pendeltågslinjerna går i en tunnelslinga, med fyra underjordiska stationer under centrala staden, och ytterligare en station på en bro vid Circular Quay, vilket gör att pendeltågen kan användas också för att resa i innerstaden, på ett sätt som liknar en tunnelbana. Denna slinga kallas för City Circle. Ett tåg som gått igenom City Circle går i regel på en ny linje ut till förorterna och tillbaka till City Circle, och så vidare.
Det finns ytterligare åtta underjordiska stationer på nätet, fyra på Eastern Suburbs Railway (Bondi Junction till Central), fyra på New Southern Railway (kallas också Airport Link - Central till Turrella Junction). Ett fåtal stationer har plattformar på såväl marknivå som under jorden, men räknas då inte som helt underjordiska stationer.
Pendeltågen körs på el via kontaktledning. Alla pendeltågen är dubbeldäckade tåg. Vissa spår delas med fjärrtåg (körs av bolaget NSW Trainlink) och godståg, som går på diesel.

## Pendeltågslinjer
| Linje                               | Sträcka                                                     |
| ----------------------------------- | ----------------------------------------------------------- |
| T1 North Shore & Western Line       | Emu Plains och Richmond till Berowra via Gordon och Central |
| T2 Inner West & Leppington Line     | Parramatta och Leppington till City Circle                  |
| T3 Bankstown Line                   | Liverpool och Lidcombe (via Regents Park) till City Circle  |
| T4 Eastern Suburbs & Illawarra Line | Waterfall och Cronulla till Bondi Junction                  |
| T5 Cumberland Line                  | Leppington till Richmond                                    |
| T7 Olympic Park Line                | Lidcombe till Olympic Park                                  |
| T8 Airport & South Line             | Macarthur till City Circle                                  |
| T9 Northern Line                    | Hornsby till North Shore via Central                        |

### Airport & East Hills Line
Den 21 maj 2000 öppnades Airport Link mellan Central och Wolli Creek/Turrella Junction. Airport Link (heter också New Southern Railway), består av cirka tio kilometer dubbelspår och fem stationer, varav fyra är underjordiska.
Från öppnandet av Airport Link har det funnits en stationsavgift kallad GatePass för alla som vill stiga på eller av vid de privatägda stationerna Green Square, Mascot, Domestic Airport samt International Airport, detta för att ägaren Airport Link Company måste täcka underhållskostnader (stationen Wolli Creek är dock inte privatägd, och ingen stationsavgift gäller). Från och med den 7 mars 2011 började delstatsregeringen att täcka stationsavgiften för alla som kliver på eller av vid Green Square och Mascot, vilket gör att vanliga enkelpriser samt periodkort numera gäller. Pendlare sparar således $2,60 (ungefär 17 kronor) per resa, eller $17 (cirka 112 kronor) per vecka. GatePass måste dock än idag köpas vid Domestic Airport samt International Airport och kostar $11,80 (ungefär 77 kronor) per resa.

### Olympic Park Line
I mars 1998 öppnades Olympic Park-linjen som betjänar Sydneys Olympic Parkområde. Linjens förmåga att flytta passagerare bevisades under Sydney Royal Easter Show (1998) då 36.108 passagerare ankom till Olympic Park station på en timme. 

När det gäller infrastruktur består linjen av en ny perrong vid Lidcombe (heter Sprint Platform eller Platform 0), en ny dubbelspårig bana och enspårig slinga - Homebush Bay Rail Link, samt en ny station med två spår och fyra perronger - Olympic Park Station. 

Tåg brukar köras från Lidcombe till Olympic Park och tillbaka till Lidcombe via slingan, färden tar ungefär 14 minuter och detta möjliggör turtäthet på 10 minuter med bara två tågsätt. Under stora evenemang körs tåg Blacktown - Olympic Park - Blacktown och Sydney Termainal - Olympic Park - Sydney Terminal under "bump in, bump out"-principen, även intercitytåg från Newcastle till Olympic Park kan förekomma.

### Cumberland Line
Cumberlandlinjen öppnades år 1996 då två nya järnvägsknutar togs i bruk (varav bara en är planskild). I början kördes 35 turer per dag på linjen.

### Northern Line
Fram till 2009 kördes northernlinjetåg från Berowra till North Sydney via Strathfield. Den 23 februari 2009 öppnades en ny bana, Epping to Chatswood Rail Link (ECRL). Denna bana består av 26,4 km nya spår, varav cirka 25 km är i enkelspåriga tunnlar (banan för övrigt är dubbelspårig), tre nya underjordiska stationer (North Ryde, Macquarie Park och Macquarie University) samt två nya underjordiska perronger vid Epping.
Mellan ECRL:ns öppnande och oktober 2009 kördes tåg på ECRL mellan endast Epping och Chatswood, och retur, utan att påverka andra linjer. Den 11 oktober 2009 infördes en ny tidtabell där ECRL integrerades med northernlinjen, detta medför att tåg på Northern Line idag kör Hornsby - Epping - Chatswood - Central - Strathfield - Epping samt att linjen slutade betjäna stationerna mellan Hornsby och Berowra (betjänas nu av North Shore Line).

## Historia
Sydneys första järnväg, Sydney to Parramatta Railway (Parramatta är nuvarande Granville) öppnades september 1855, ett år senare öppnades sträckan Granville till Liverpool. Redan år 1893 bestod pendeltågsnätet av 404 kilometer spår, 39 ånglok samt 188 personvagnar, med 16.400.000 passagerare under året. Vid år 1914 hade detta utökats till 505 kilometer spår, 145 ånglok samt 786 personvagnar, med 72 700 000 passagerare under året. Vid 1925, strax innan det första eltåg skulle köras på nätet var siffrorna 626,8 km spår, 212 ånglok samt 983 personvagnar med 111.600.000 passagerare.
Det första eltåget kördes mars 1926, på Illawarralinjen och 1930 fanns det hela 882 elmotorvagnsfordon på systemet (bestående av 441 elmotorvagnar, 432 vagnar, samt 9 manövervagnar). År 1964 fanns det 1060 elmotorvagnsfordon bestående av 553 motorvagnar, 495 vagnar samt 12 manövervagnar, år 1994 hade detta utökats till 1140 fordon, varav 576 var elmotorvagnar (med eller utan förarhytt), 368 var vagnar samt 196 var manövervagnar.

## Fordonsflotta
Sydney Trains har flera olika typer av pendeltågsvagnar i trafik.
Motorvagnstågen utgörs av fyra eller åtta hopkopplade vagnar. Dessa sätt identifieras av olika bokstäver, som visas på de vagnar som finns vid varje ände av sättet. De flesta pendeltåg består av åtta vagnar.

### Double Deck Suburban Cars (C och K sets)
| Typ         | Namn (på engelska) | Kraftkälla | Sätt | Tillverkare | Tillverkningsår | Vikt (ton) | Längd (korgen - mm) | Längd (kopplad - mm) | Bredd (mm) | Sittplatser | Luftkonditonerad |
| ----------- | ------------------ | ---------- | ---- | ----------- | --------------- | ---------- | ------------------- | -------------------- | ---------- | ----------- | ---------------- |
| Drivenhet   | Series 5 Power Car | El         | K    | Goninan     | 1981–1985       | 46,9       | 19288               | 20385                | 3036       | 108         | Ja               |
| Drivenhet   | Chopper Power Car  | El         | C    | Goninan     | 1986            | 52,0       | 19288               | 20385                | 3036       | 104         | Ja               |
| Manövervagn | Control Trailer    | El         | K    | Goninan     | 1981–1985       | 42,2       | 19288               | 20385                | 3036       | 108         | Ja               |
| Vagn        | Series 5 Trailer   | El         | K    | Goninan     | 1981–1985       | 41,2       | 19288               | 20385                | 3036       | 118         | Ja               |
| Vagn        | Trailer            | El         | C    | Goninan     | 1986            | 41,2       | 19288               | 20385                | 3036       | 115         | Ja               |

### Tangara Double Deck Suburban Cars (T set)

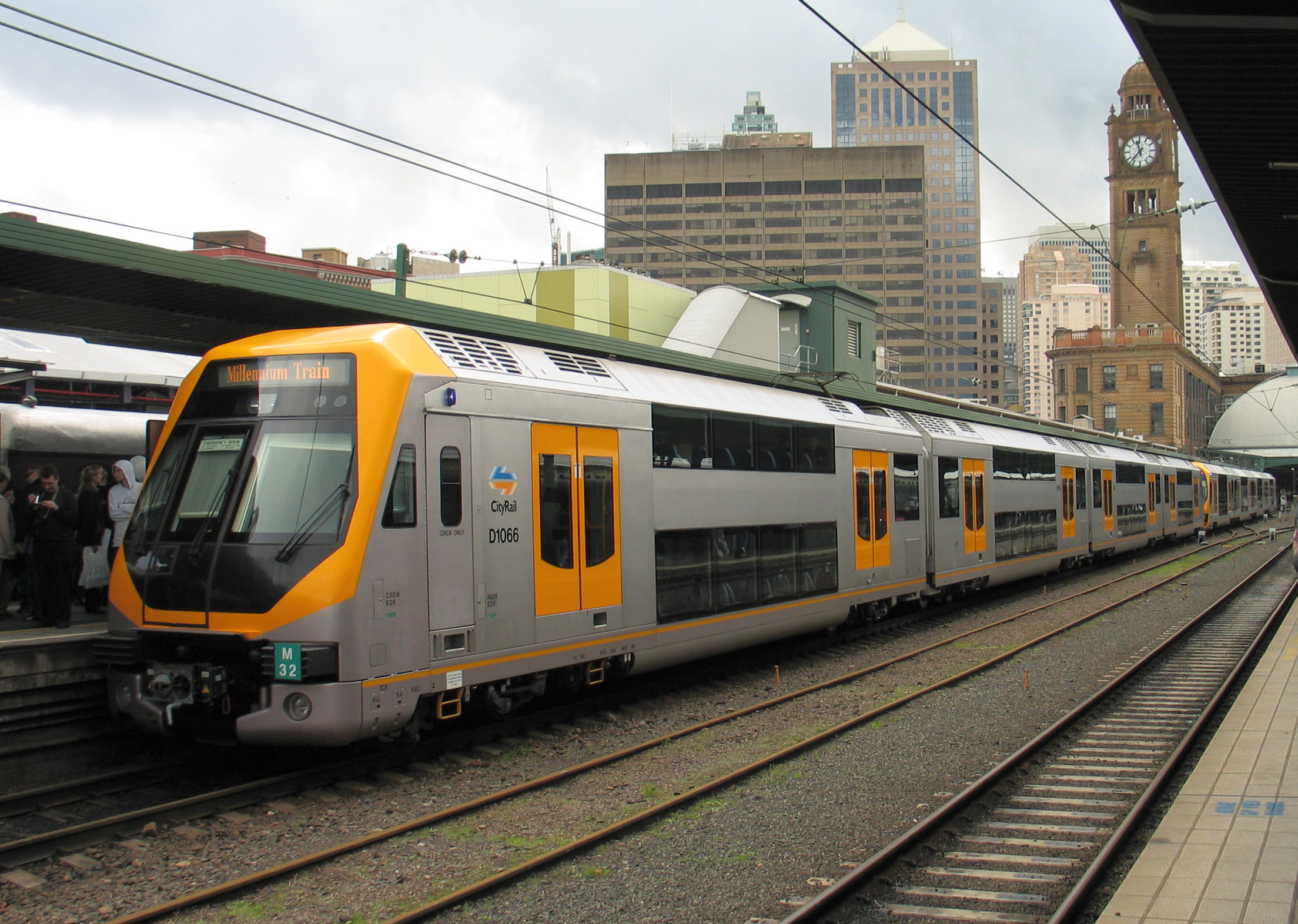
Ett millenniumtåg står på Central.

| Typ         | Namn (på engelska)    | Kraftkälla | Sätt | Tillverkare | Tillverkningsår | Vikt (ton) | Längd (korgen - mm) | Längd (kopplad - mm) | Bredd (mm) | Sittplatser | Luftkonditonerad |
| ----------- | --------------------- | ---------- | ---- | ----------- | --------------- | ---------- | ------------------- | -------------------- | ---------- | ----------- | ---------------- |
| Drivenhet   | Non control motor car | El         | T    | Goninan     | 1988–1994       | 50,1       | 19420               | 20220                | 3000       | 112         | Ja               |
| Manövervagn | Control trailer car   | El         | T    | Goninan     | 1988–1994       | 42,3       | 19420               | 20320                | 3000       | 98          | Ja               |

### Millennium Double Deck Suburban Cars (M set)
Oktober 1998 skrevs ett avtal med Clyde Engineering för att planera, bygga och underhålla 81 pendeltågsvagnar (40 drivenheter samt 41 manövervagnar).
| Typ         | Namn (på engelska)    | Kraftkälla | Sätt | Tillverkare | Tillverkningsår | Vikt (ton) | Längd (korgen - mm) | Längd (kopplad - mm) | Bredd (mm) | Sittplatser | Luftkonditionerad |
| ----------- | --------------------- | ---------- | ---- | ----------- | --------------- | ---------- | ------------------- | -------------------- | ---------- | ----------- | ----------------- |
| Drivenhet   | Non control motor car | El         | M    | EDI Rail    | 2002–2005       | 54,8       | 19430               | 20423                | 3030       | 122         | Ja                |
| Manövervagn | Control trailer car   | El         | M    | EDI Rail    | 2002–2005       | 50,6       | 19872               | 20532                | 3030       | 104         | Ja                |

### Double Deck Outer Suburban Cars (OSCARS) (H set)
Trots att dessa tåg ursprungligen byggdes för att tjäna som regionaltåg och är utrustade med toalett (bara en per fyra vagnar) används de i pendeltågstrafik på linjen Northern samt i rusning även North Shore + Western. Toaletterna är dock låsta under pendeltågstrafik.
| Typ         | Namn (på engelska)                  | Kraftkälla | Sätt | Tillverkare       | Tillverkningsår | Vikt (ton) | Längd (korgen - mm) | Längd (kopplad - mm) | Bredd (mm) | Sittplatser | Luftkonditionerad |
| ----------- | ----------------------------------- | ---------- | ---- | ----------------- | --------------- | ---------- | ------------------- | -------------------- | ---------- | ----------- | ----------------- |
| Drivenhet   | Non control motor car               | El         | H    | United Group Rail | 2006 - idag     | 53,5       | 19570               | 20340                | 3034       | 118         | Ja                |
| Drivenhet   | Non control motor car (with toilet) | El         | H    | United Group Rail | 2006 - idag     | 54,1       | 19570               | 20340                | 3034       | 110         | Ja                |
| Manövervagn | Control trailer car                 | El         | H    | United Group Rail | 2006 - idag     | 49,2       | 19570               | 20435                | 3034       | 102         | Ja                |

### Waratah Double Deck Suburban Cars (A set)
Dessa tåg byggdes under en så kallad offentlig-privat samverkan. Vagnkorgarna byggdes i Kina och skeppades till Australien för att utrustas med bland annat elektriska system och förarhytter. I samband med projektet byggdes en ny verkstad, Auburn Maintenance Facility.
| Typ         | Namn (på engelska)    | Kraftkälla | Sätt | Tillverkare     | Tillverkningsår | Vikt (ton) | Längd (korgen - mm) | Längd (kopplad - mm) | Bredd (mm) | Sittplatser | Luftkonditonerad |
| ----------- | --------------------- | ---------- | ---- | --------------- | --------------- | ---------- | ------------------- | -------------------- | ---------- | ----------- | ---------------- |
| Drivenhet   | Non control motor car | El         | A    | Downer EDI Rail | 2010–2014       | 51,8       | Okänd               | 20200 (ungefär)      | 3035       | Okänt       | Ja               |
| Manövervagn | Control trailer car   | El         | A    | Downer EDI Rail | 2010–2014       | 51,2       | Okänd               | 20700 (ungefär)      | 3035       | Okänt       | Ja               |
| Vagn        | Trailer car           | El         | A    | Downer EDI Rail | 2010–2014       | 46,8       | Okänd               | 20300 (ungefär)      | 3035       | Okänt       | Ja               |

### Identifieringstavlor (targets)
CityRails alla elmotorvagnståg bär så kallade "targets" (ungefär "identifieringstavlor"). En identifieringstavla är en fyrkantig (oftast kvadratisk), färgad metallplåt med såväl en bokstav som ett nummer. Identifieringstavlor sätts nedanför förarfönstret på de fordon som befinner sig vid varje ände av ett tågsätt. Av identifieringstavlan framgår lite fakta om tåget. 
Förklaring av nuvarande identifieringstavlor
Av de tre 'delar', det och mest flagrant är nog tavlans färg, som tyder på tågets hemverkstad (det vill säga, där vanligt underhållsarbete utförs på tåget). Det finns fyra färger som används; blå - Flemington Maintenance Centre, röd - Mortdale Maintenance Centre, svart - Hornsby Maintenance Centre, samt grön - Eveleigh.
Bokstaven visar på vilken typ av tåg det är; och tillsammans med numret ges alla tågsätt en unik identiet. Annars spelar bokstaven ingen stor roll, men kan användas att skilja åt L, R samt S sätt som kan lätt ha identiska utseenden, men olika antal vagnar.
Det kan förekomma tåg utan tavlor, då är istället numret och bokstaven skriven eller målad på vagnkorgen, detta är dock ovanligt, och brukar bara förekomma på tåg som tillhör Hornsby Maintenance Centre.
Dieselmotorvagnståg har inte identifieringstavlor och brukar inte förknippas med sättsystemet.
I dåtiden
Oktober 1930 infördes identifieringstavlor på elmotorvagnståg. Då visade bokstaven tågsättets hemdepå, där B stod för Punchbowl, F för Flemington, H för Hornsby samt M för Mortdale. Då betraktades tåg som skiljbara 8-vagniga sätt, alltså skulle ett teoretiskt sett, F99 (det 99:e hos Flemington), egentligen bestå av två sätt heter F99A samt F99B. Precis som med de nuvarande identifieringstavlor, så användes dessa för att ge varje tåg en unik identiet.

## Olyckor
Sydneys pendeltåg har drabbats av ett flertal olyckor, några av dem mycket allvarliga, med ett stort antal dödsoffer. 
| Datum            | Plats          | Döda | Skadade | Noteringar |
| ---------------- | -------------- | ---- | ------- | --- |
| 31 oktober 1894  | Redfern        | 14   | 27      | Ägde rum när ett fjärrtåg till Goulburn krockade med ett pendeltåg från Parramatta. Lokföraren och eldmannen på pendeltåget omkom av sina skador. Ingen skadades på fjärrtåget.                                                               |
| 7 maj 1952       | Berala         | 10   | 140     | Två elpendeltåg krockade i tjock dimma. Föraren av det andra tåget hade, i enlighet med reglerna, kört förbi en signal som visade stopp. Denna var den första dödsolycka som omfattade ett elpendeltåg i Sydney.                              |
| 19 december 1953 | Sydenham       | 5    | 748     | Två elpendeltåg krockade. |
| 31 december 1965 | Liverpool      | 1    | 4       | Klockan 0130 krockade ett godståg med ett stillastående pendeltåg. En passagerare på pendeltåget omkom. Enligt utredningen hade godstågsföraren somnat.                                                                                       |
| 27 december 1989 | Wentworthville | 1    | 3       | Tre vagnar i ett tangaratåg spårade ur i närheten av Wentworthville station, den sista vagnen i tåget, manövervagnen D6127, krockade med perrongen och välte. En passagerare omkom. Denna vad den första dödsolycka som omfattade en tangara. |